# Susan Stultz
Susan Stultz, dite Sue Stultz, est une femme d'affaires et une femme politique canadienne née en 1952 à Moncton (Nouveau-Brunswick) et morte le 8 avril 2024. Elle représente la circonscription de Moncton-Ouest à l'Assemblée législative du Nouveau-Brunswick de 2010 à 2014.

## Biographie
Née à Moncton, SusanStultz a fréquenté les écoles locales. Elle a ensuite lancé sa petite entreprise qu'elle a exploitée pendant 25 ans, jusqu'à sa retraite en 2008. Active sur la scène communautaire, elle a été présidente d'un centre de distribution alimentaire qui dessert plus de 20 banques alimentaires dans le sud-est du Nouveau-Brunswick. Son implication sociale lui a mérité plusieurs prix, dont le Prix Muriel Fergusson, le Prix du Gouverneur général pour l’entraide, La Fondation Canadienne Rêves d’Enfants, le Prix international Membre Paul Harris, la Médaille de la paix de la YMCA, la médaille des noces d’or de la Reine et le mur de la Fondation des Amis de l’hôpital de Moncton. 
Elle est mariée à Brian et le couple a deux enfants et deux petits-enfants.
Elle est assermentée le 12 octobre 2010 au poste de ministre du Développement social dans le gouvernement David Alward.
Susan Stultz meurt le 8 avril 2024 à l'âge de 71 ans,.